# Parque Estadual do Cerrado
O Parque Estadual do Cerrado está localizado entre os municípios de Jaguariaíva e Sengés, no estado do Paraná, 230 km de Curitiba. Criado em 1992, através do Decreto Estadual n.º 1232, com área de 420,20 hectares de vegetação típica, sendo o último remanescente do cerrado da Região Sul do Brasil e do Paraná.

## O Parque
Localizado no Bairro Pesqueiro, município de Jaguariaíva, região dos Campos Gerais do Paraná, o Parque é completamente rico em flora e fauna, apresentando uma grande biodiversidade de espécies, muitas delas ameaçadas em extinção de nível mundial, isso faz do parque um grande referencial de pesquisas, acredita-se que na região existam diversas espécies de animais e plantas ainda nao catalogadas, espécies raras e novas. O local é alvo de constante estudo, agregando uma infra-estrutura para pesquisas mantido pelo IAP.
O Parque mantêm atividades de Ecoturismo, Educação Ambiental e Pesquisa. Servindo de trilhas com extensão total de 3.000 metros, sendo possível constatar a beleza deste cenário. No mirante pode-se contemplar a vista do canyon do Rio Jaguariaíva ou mesmo descer até as suas margens para ver as fortes corredeiras. Apresenta ao longo dos vales, afloramentos de rochas areníticas esculpidas pelo vento e pela chuva e densa floresta ciliar.
No Ribeirão Santo Antônio, pode-se apreciar as corredeiras e pequenas quedas, e ainda uma cachoeira de 40 metros de altura.

### Ampliação
Em 2007 o Parque Estadual do Cerrado teve seus limites ampliados, passando de 420 hectares para mais de 1,8 mil hectares, incluindo agora também áreas do município de Sengés.

## Visitação
O Parque Estadual do Cerrado fica aberto para visitação nos sábados, domingos e feriados, sendo que nas quintas e sextas-feiras deve ser agendada previamente com a Coordenação do Parque, ou com o setor de cultura e turismo do município.

## Galeria

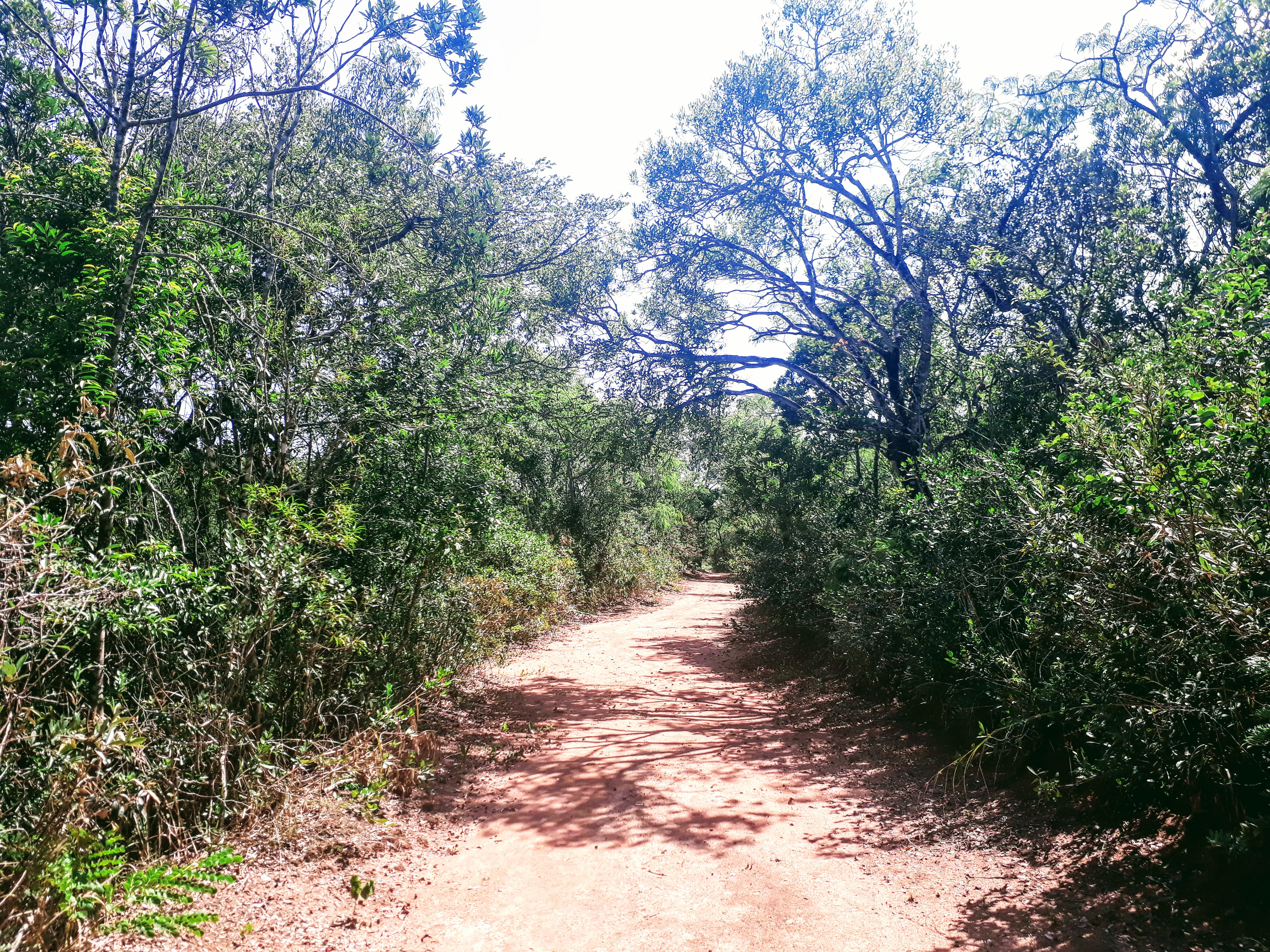
Trilha em meio a vegetação na unidade de conservação.
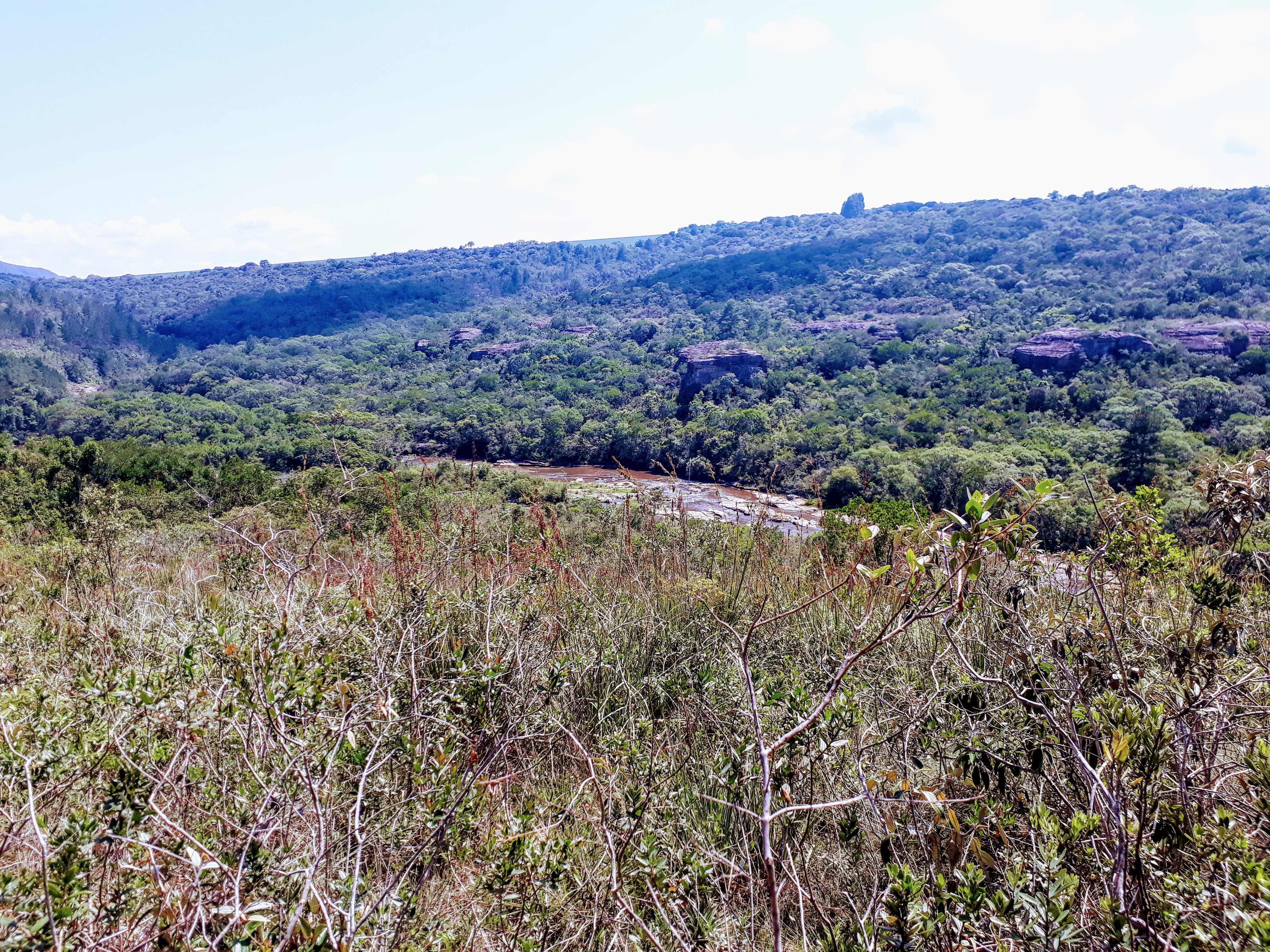
Vista da vegetação às margens do rio Jaguariaíva.
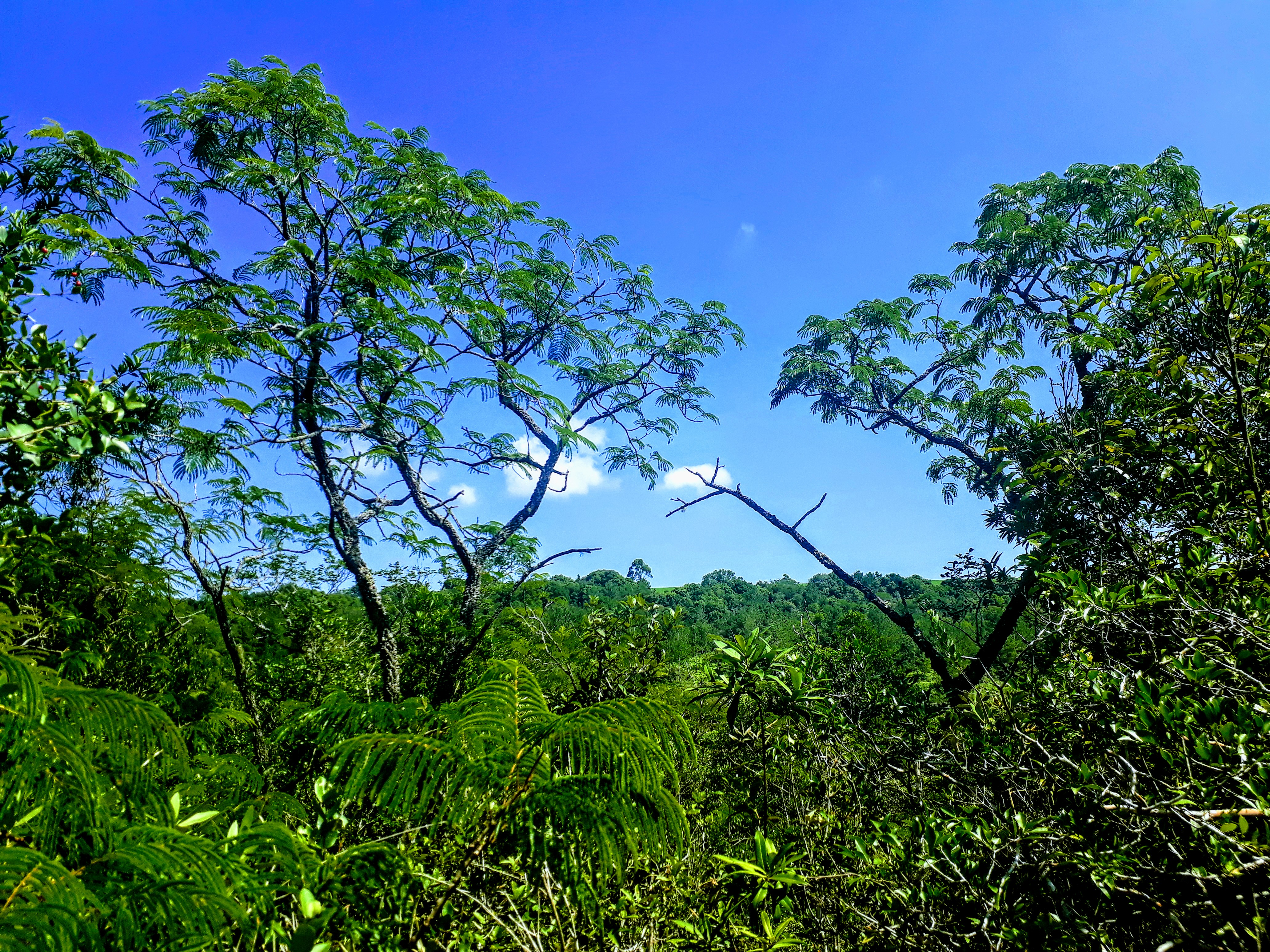
Vegetação típica de cerrado.
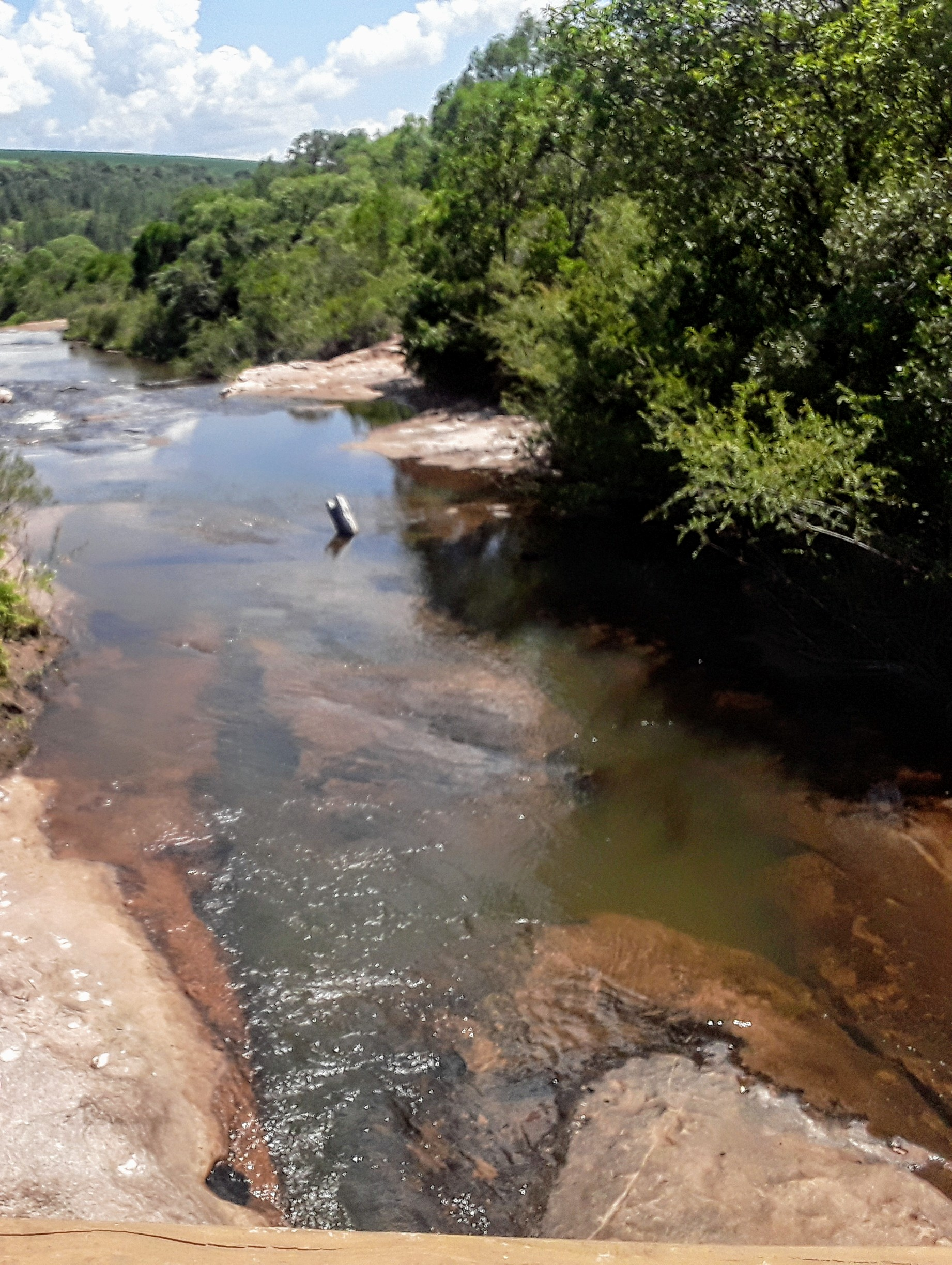
Ribeirão Santo Antônio.
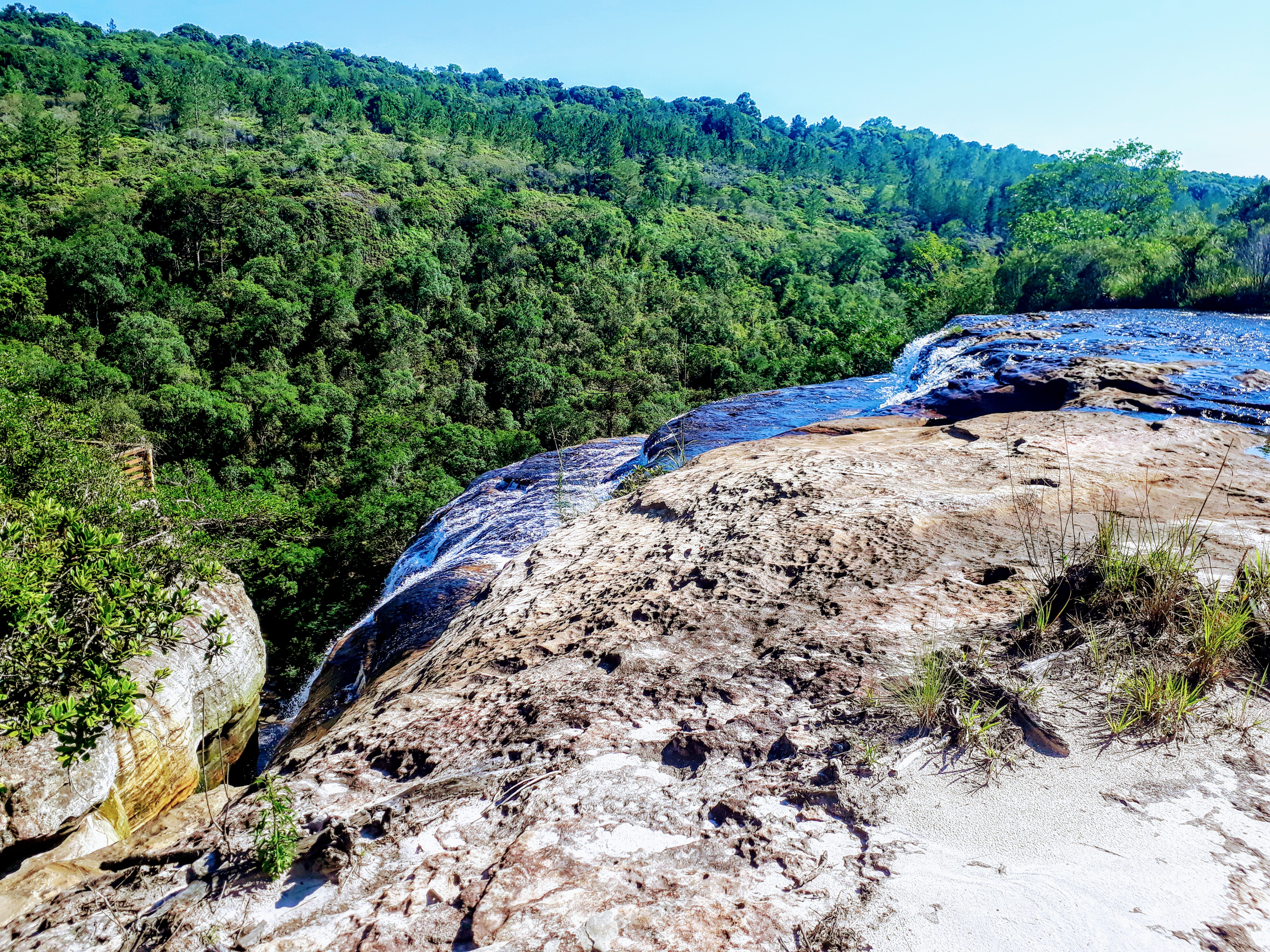
Cachoeira do ribeirão Santo Antônio.
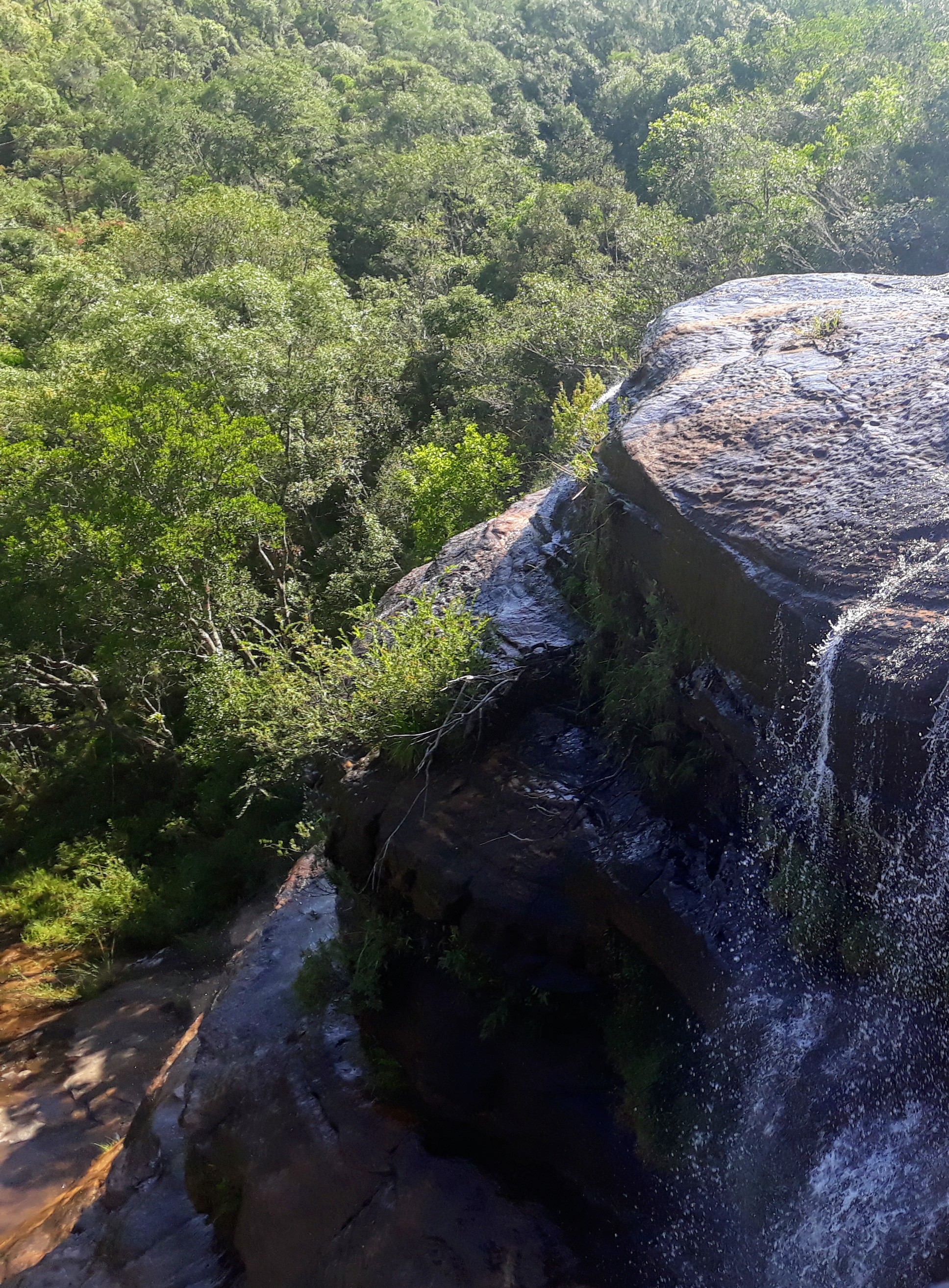
Cachoeira do ribeirão Santo Antônio.
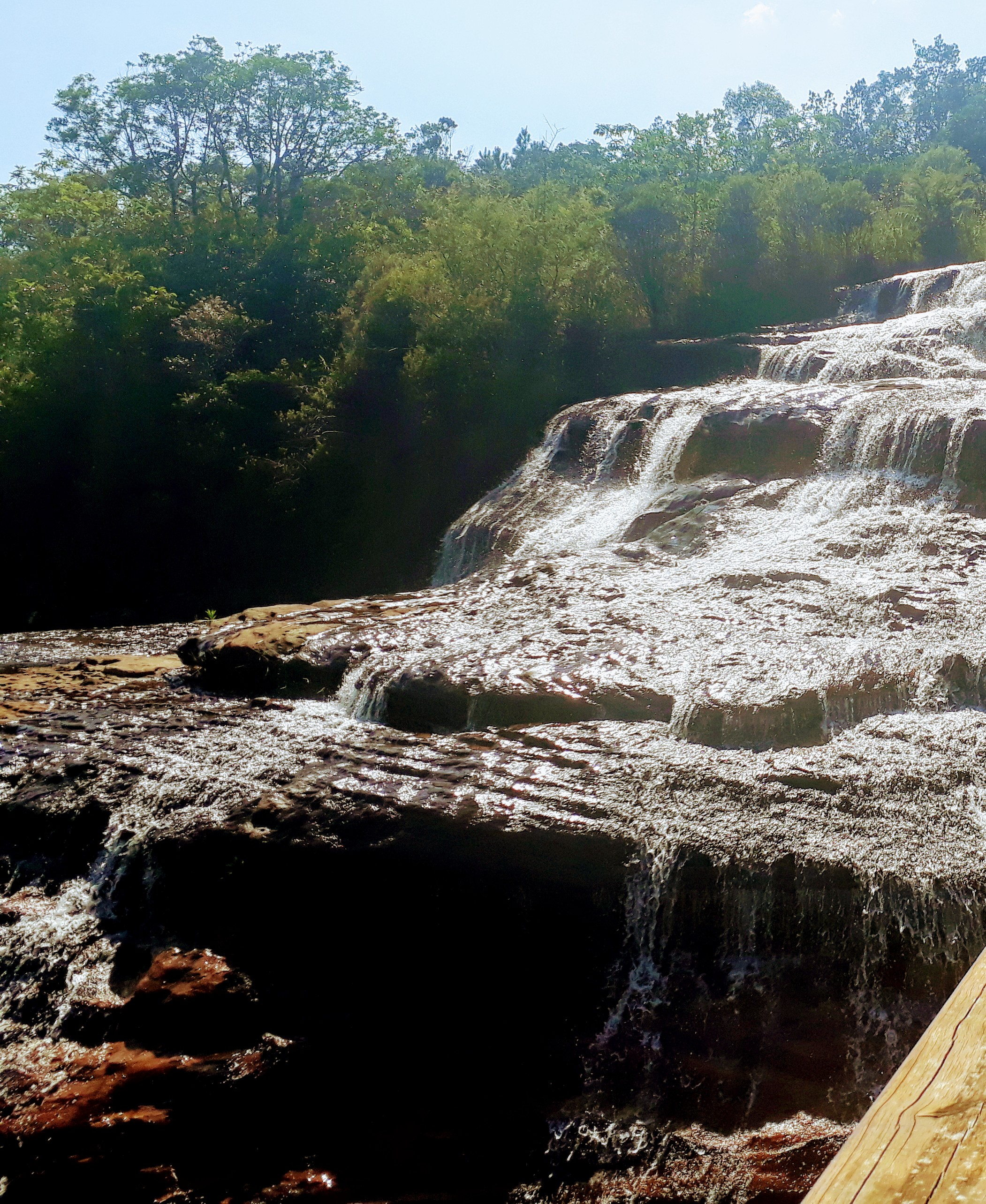
Cachoeira do ribeirão Santo Antônio.
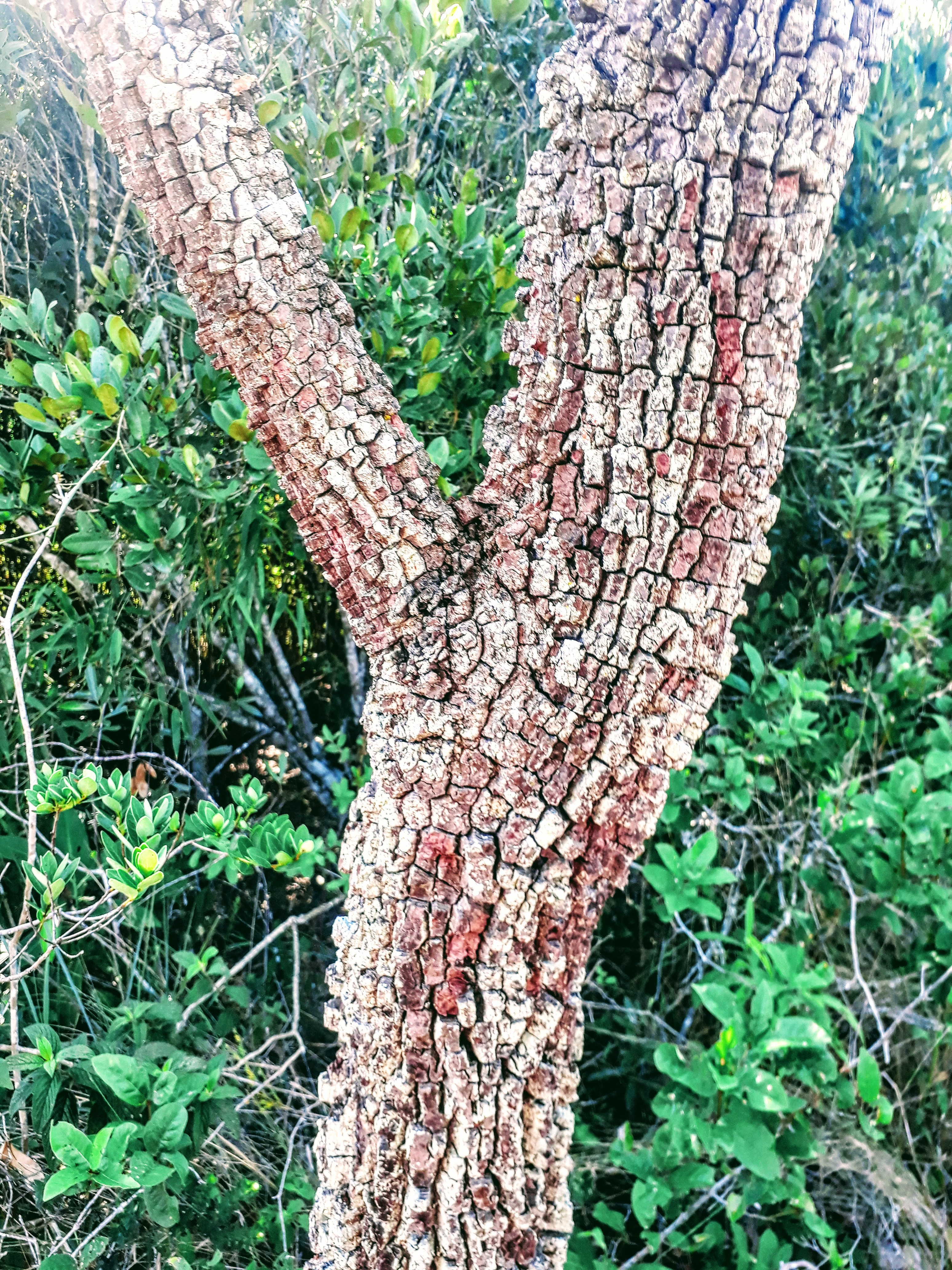
Detalhe do tronco do Angico do Cerrado.